# Повесть о рыжем Мотэле, господине инспекторе, раввине Исайе и комиссаре Блох
«Повесть о рыжем Мотэле, господине инспекторе, раввине Исайе и комиссаре Блох» (сокращённое название, нередко используемое в литературе, — «Повесть о рыжем Мотэле») — поэма русского советского поэта Иосифа Уткина (1903—1944), впервые опубликованная в 1925 году и неоднократно выходившая как отдельными изданиями, так и в составе сборников. В «Литературной энциклопедии» (1939) поэма была названа наиболее популярным его произведением; Евгений Евтушенко назвал её самым знаменитым произведением Уткина.
Поэма описывает перемены в жизни еврейского местечка после Октябрьской революции; отличается лиризмом повествования, тонким юмором и лёгкой иронией. О «Повести…» весьма положительно отзывались Владимир Маяковский и Анатолий Луначарский; последний отмечал, что это произведение относится к числу лучших у Уткина и является одним из шедевров «нашей молодой поэзии». На слова поэмы Михаилом Гнесиным был написан вокальный цикл.

## История создания
Поэма была написана в 1924—1925 годах и впервые опубликована в четвёртом номере журнала «Молодая гвардия» (автору в момент публикации было всего 22 года). По воспоминаниям писателя и журналиста Ивана Рахилло, первое публичное чтение поэмы состоялось ещё до её публикации, на литературном вечере во ВХУТЕМАСе. Основным чтецом был Владимир Маяковский, Уткин должен был выступить в перерыве, однако публика слушать никому не известного Уткина не желала. Маяковский за него заступился, Уткин прочитал свою «Повесть о рыжем Мотэле…» — и аудитория приняла его стихи восторженно.
Уткин начал печататься в 1922 году, но первый большой успех принесла ему именно «Повесть о рыжем Мотэле…». Первое отдельное издание поэмы вышло в библиотеке «Прожектор» издательства газеты «Правда» в 1926 году с многочисленными иллюстрациями художника-графика Константина Ротова (1902—1959). Луначарский писал, что Уткин в лице Ротова нашёл «превосходного иллюстратора», а эта книга — «прямо своего рода жемчужина».

## Содержание
В поэме описываются преобразования в еврейском местечке, произошедшие после Октябрьской революции.
Протагонист произведения — Мотэле (Мотька) Блох, живущий в Кишинёве: портной, а после Октябрьской революции — комиссар. Начинается поэма рассказом о его детстве и юности (Глава первая: «И маленький, рыжий Мотэле // Работал // За двоих. // … // Думал учиться в хедере, // А сделали // Портным»), продолжается описанием революционных событий и реакции на них населения (Глава вторая: «На вокзал // По улице // Прошёл // Отряд. // … // В отряде // С могендовидом // Мотька // Блох…») и заканчивается деятельностью Блоха на посту комиссара (Глава третья: «Он „от“ и „до“ // Сидит в сердитом // Кабинете. // Сидит, как первый человек! // И „нет, так нет“ здесь не услышишь. // В чём фокус? Тайна?.. — // Новый век. // Иной утюг. // Иная крыша…», «Милая, светлая родина! // Свободная родина! // … // И Мотэле будет штопать // Наши прорехи»). Антагонистами в поэме выступают инспектор Бобров («…Мотэле чинит жилетки, // А инспектор — // Носит портфель») и раввин Исайя, который не хочет отдавать за Мотэле свою дочь («Мотэле любит Риву, // Но… — у Ривы // Отец — раввин»).
Любович в «Литературной энциклопедии» (1939) писал, что Мотэле, влача до революции полунищее существование, противопоставляет свою судьбу судьбе богачей, однако в нём нет к ним ненависти, — и его нельзя назвать в полном смысле слова активным борцом за новую жизнь, он в большей степени мечтатель; основным мотивом поэмы Любович считал борьбу «маленького человека» за право на счастье, отмечая при этом, что герой произведения понимает счастье в «узком масштабе» — как право на личное благополучие. Филолог Лычагин (2010) рассматривает Мотэле в поэме как Нового человека, который отказался от своей национальности в пользу наднационального начала и вступил в символический интернациональный брак с Новой Россией.

## Отзывы
В июне 1926 году в газете «Правда» была опубликована рецензия на «Повесть о рыжем Мотэле», написанная Анатолием Луначарским, наркомом просвещения РСФСР. Луначарский, отметив наличие в поэме «тонкого версификаторского мастерства», задушевности, юмора — и, одновременно, «скромно, но горячо выраженного пафоса», назвал её одним из шедевров «нашей молодой поэзии». В феврале 1927 года в статье в «Комсомольской правде» Луначарский снова написал о поэме. В отзыве на «Первую книгу стихов» Уткина, в которую пошли произведения 1923—1926 годов (в том числе и «Повесть…»), Луначарский назвал поэму знаменитой и написал, что она пользуется «заслуженным широчайшим успехом». Он отметил, что это произведение наполнено «задумчивой зрелостью» и «мудрым юмором», что удивительно, если вспомнить о молодости автора. Форму «Повести…» Луначарский назвал «виртуозной»; кроме того, он обратил внимание на «мягкость переходов», «соединение серьёзности… с непринуждённой иронией», а также стиль, «великолепно ухватывающий русско-еврейскую речь». Всё это, писал в конце статьи Луначарский, позволяет поставить Уткина «в ряды крупнейших поэтов нашего времени». По мнению Ильи Сельвинского, только через 15 лет после публикации «Повести…» у Иосифа Уткина появилось произведение, достойное занять место рядом с этой поэмой, — стихотворение «Тройка».
Восхищенно отзывался о поэме писатель и журналист Афанасий Мамедов. По его мнению, «Повесть о рыжем Мотэле» не уступает многим шедеврам советской литературы и обладает неким «естественным, благородным своенравием» — и той данной свыше силой, которая есть у каждой травинки, растущей в бесприютном мире, как и у каждого литературного произведения, для которого нет значения, какой сейчас строй на дворе, монархический или революционный. Мамедов писал, что когда-то во времена хрущёвской оттепели он «примерил … кишинёвский жилет и остался в нём на долгие годы». Положительно писал о «Повести…» и Евгений Евтушенко: Уткин, по его мнению, стал едва ли не первым, кому удалось воплотить в поэзии ту самоиронию в описании местечкового быта и сентиментальность, которые были характерны для прозы Шолом-Алейхема и раннего творчества Марка Шагала. По мнению поэта и переводчика Михаила Зенкевича, поэма Уткина является «лучшим изображением революции в черте старой еврейской оседлости», причём не только в поэзии.
В то же время литературовед Михаил Вайскопф, сравнивая «Повесть о рыжем Мотэле» с написанной в 1904 году поэмой Хаима Бялика «Город резни», посвящённой погрому в Кишинёве 1903 года (в переводе на русский язык Владимира Жаботинского — «Сказание о погроме»), пишет, что там, где Бялик и Жаботинский рисуют картину, «чудовищную по своей космической мощи», Уткин концентрируется на «лилипутском счастье» и «идиллии дарованного на час равноправия» — назначении портного комиссаром. Вайскопф называет поэму «талантливой вещью», но при этом считает, что всё остальное, что написал Уткин, является графоманией, и было бы лучше, если б Мотэле остался портным: в этом случае было бы пролито меньше своей и чужой крови.

## Особенности языка
Для языка поэмы характерны интонации, связанные с еврейским языком (идишем) и лексикой еврейских местечек, а также использование образов, связанных с местным бытом («А дни кто-то вёз и вёз // И в небе, // Без толку, // Висели пуговки звёзд // И лунная // Ермолка», «И дни затараторили, // Как торговка Мэд. // И евреи спорили: // „Да“ или „нет“? // … // Так открыли многое // Мудрые слова, // Стала синагогою // Любая голова»). Уткин, по мнению Луначарского, «изумительно сумел проникнуть в самые недра этнографически еврейского духа», будучи при этом уроженцем Иркутска, а вовсе не Кишинёва. Луначарский писал, что объясняется это не этническим происхождением самого Уткина (который родился в еврейской семье), а его особым «широко живописным и чутким, восприимчивым даром», позволившим поэту написать и другую поэму на национальную тему — «Якуты», которую Луначарский назвал «менее большим» по сравнению с «Повестью…», но «чрезвычайно глубоким шедевром». Кроме того, Луначарский отмечал, что многие строки поэмы делаются «ходячими», поскольку очень точно и «непринуждённо» выражают характерные мысли некоторых «достаточно широких и заметных у нас слоёв населения».
Известно, что одним из языковых источников поэмы была речь посетителей бильярдной, находившейся в иркутской гостинице «Гранд-Отель»: сюда Уткин устроился работать маркёром (занимался подсчётом очков) в 1916 году, когда его старшего брата, главу семьи, забрали в армию. По мнению филолога и литературоведа Михаила Вайскопфа, одним из истоков поэмы Уткина является пьеса Владимира Жаботинского «Чужбина» (1908) со своими «многослойными языковыми пластами». С ним не согласен литературовед Александр Кобринский, который считает, что источником для языка поэмы Уткина были вовсе не Бялик и Жаботинский и даже не еврейская речь как таковая, а русское восприятие еврейской речи, русские анекдоты о евреях и, в целом, языковые штампы, характерные для русской литературы о евреях.

## Издания
В период до 1955 года вышло четыре отдельных издания поэмы:
- Уткин И. Повесть о рыжем Мотэле, господине инспекторе, раввине Исайе и комиссаре Блох / Рис. К. Ротова. — М. : Изд. Правда, 1926. — 32 с. — (Б-ка «Прожектор»). — 10 000 экз.
- Уткин И. Повесть о рыжем Мотэле, господине инспекторе, раввине Исайе и комиссаре Блох / Худ. А. Страхов. — Харьков : Пролетарий, 1928. — 47 с. — 7000 экз.
- Уткин И. Повесть о рыжем Мотэле, господине инспекторе, раввине Исайе и комиссаре Блох / Рис. Л. П. Зусмана. — М.; Л. : ГИХЛ, 1931. — 48 с. — 3000 экз.
- Уткин И. Повесть о рыжем Мотэле, господине инспекторе, раввине Исайе и комиссаре Блох / Переплет и рис. М. Горшмана. — М. : Мол. гвардия, 1933. — 42 с. — 18 000 экз.

Кроме того, поэма входила в большинство издававшихся сборников Уткина, включая «Первую книгу стихов» (1927) и сборник «Стихотворения и поэмы», вышедший в большой серии «Библиотеки поэта» (1966).

## В музыке
Поэмой вскоре после её первой публикации заинтересовался композитор Михаил Гнесин. Как вспоминал его ученик Тихон Хренников, «атмосфера энтузиазма и реалии жизни» привели Гнесина к стихам Уткина «будто сами собой». В 1927 году в Москве был опубликован сборник из пяти произведений Гнесина для голоса и фортепиано «Еврейские песни», в который вошла и «Песня о рыжем Мотэле»; в 1929 году «Песня…» вышла отдельным изданием. В том же 1929 году Гнесиным был написан вокальный цикл для голоса и фортепиано «Музыка к „Повести о рыжем Мотеле“», состоявший из восьми романсов — «Вступление», «„При чём“ и „не причём“», «На базаре», «В очереди», «В Синагоге», «Часы», «Погребальная» и «В чём фокус? (Размышления о жизни)»; его издание состоялось в Москве и Вене в 1931 году. Тихон Хренников назвал этот цикл наиболее значительным произведением этого периода творчества Гнесина; в этой музыке, по его мнению, есть всё — «юмор и скорбная прочувствованность, эмоции и идеи».